# Lipsotelus
Lipsotelus is een geslacht van vlinders van de familie bladrollers (Tortricidae), uit de onderfamilie Olethreutinae.

## Soorten
- L. amicus Diakonoff, 1973
- L. anacanthus Diakonoff, 1973
- L. armiger Diakonoff, 1973
- L. lichenoides Walsingham, 1900
- L. xyloides Diakonoff, 1973